# David Strathbogie, 3. Baron Strabolgi
David Strathbogie, 3. Baron Strabolgi (auch David IV Strathbogie oder David Strabolgi) (* um 1332; † 10. Oktober 1369) war ein englischer Adliger.

## Herkunft und Kindheit
David Strathbogie war der älteste Sohn seines gleichnamigen Vaters David Strathbogie und dessen Frau Katherine de Beaumont. Sein Vater entstammte einer schottischen Familie, die im Zuge des Ersten Schottischen Unabhängigkeitskriegs ihre schottischen Besitzungen sowie den Titel Earl of Atholl verloren hatte. Sein Vater hatte während des Zweiten Schottischen Unabhängigkeitskriegs versucht, die Besitzungen zurückzuerobern, war jedoch Ende November 1335 im Kampf gegen die Anhänger des schottischen Königs David II. gefallen. Seine Witwe und der junge David waren nach seinem Tod im nordschottischen Lochindorb Castle schottischen Angriffen ausgesetzt. 1336 führte der englische König Eduard III. selbst eine Armee zu ihrer Rettung, worauf sie nach England flüchten konnten.

## Dienst als Militär
Der junge David war nun der Erbe des englischen Titels Baron Strabolgi sowie der englischen Besitzungen seines Vaters. Dazu war er der Erbe des Anspruchs auf den schottischen Titel Earl of Atholl, auf die schottischen Besitzungen der Familie Strathbogie sowie über seine Großmutter Joan Comyn auf Besitzungen der Familie Comyn in Schottland. Aufgrund des weiteren Verlaufs des Kriegs mit Schottland waren diese Ansprüche aber bald hinfällig. In England erbte Strathbogie mehrere Güter in Norfolk, während seiner Mutter bis zu ihrem Tod Brabourne in Kent sowie Ländereien in Hertfordshire als Wittum zustanden. Nachdem Strathbogie am 8. Mai 1355 volljährig geworden war, nahm er im gleichen Jahr während des Hundertjährigen Kriegs an dem Feldzug des Prince of Wales nach Frankreich teil, der im Folgejahr zur Schlacht bei Poitiers führte. Nach dem Tod seiner Mutter 1368 erbte er deren Wittum, doch er starb selbst bereits wenige Monate später.

## Ehe und Nachkommen
Strathbogie hatte vor 1361 Elizabeth Ferrers († 1375), eine Tochter von Henry Ferrers, 2. Baron Ferrers of Groby und dessen Frau Isabel de Verdon geheiratet. Mit ihr hatte er zwei Töchter:
- Philippa of Atholl (um 1361–1395) ⚭ (1) Sir Ralph de Percy; ⚭ (2) John Halsham
- Elizabeth of Atholl (1361–nach 1416) ⚭ (1) Sir Thomas Percy; ⚭ (2) Sir John le Scrope; ⚭ (3) Robert de Thorley

Da Strathbogie ohne männliche Nachkommen gestorben war, fiel bei seinem Tod sein englischer Titel in Abeyance. Seine Besitzungen wurden zwischen seinen beiden Töchtern aufgeteilt. Seine Witwe heiratete in zweiter Ehe John Malewayn. 1373 erwarb Henry Percy, 4. Baron Percy für £ 760 die Vormundschaft von Strathbogies Töchtern, das Recht, sie zu verheiraten und die Verwaltung ihrer Besitzungen. Er verheiratete die beiden Töchter mit seinen beiden jüngeren Söhnen.